# فرانسيس جين روس
فرانسيس جين روس (بالإنجليزية: Frances Jane Ross)‏ هي مديرة مدرسة نيوزيلندية، ولدت في 1869، وتوفيت في 1950.